# L'Anniversaire de mademoiselle Félicité
Pour plus de détails, voir Fiche technique et Distribution.
L'Anniversaire de mademoiselle Félicité est un film muet français réalisé par Georges Denola, sorti en 1911.

## Fiche technique
- Titre : L'Anniversaire de Mlle Félicité
- Réalisation : Georges Denola
- Scénario : Paul Junka
- Société de production : Société cinématographique des auteurs et gens de lettres (SCAGL)
- Société de distribution :  Pathé Frères
- Pays d'origine :  France
- Langue : film muet avec intertitres en français
- Métrage : 235 mètres
- Format : Noir et blanc — 35 mm — 1,33:1 — Muet
- Genre : Comédie dramatique
- Durée : 8 minutes
- Date de sortie :
  - France : 28 juin 1911

## Distribution
- Gina Barbieri : Mlle Félicité
- Charles Dechamps : Faivre père
- Émile André : Sémery
- Madeleine Guitty
- Sauriac
- Henri Delivry
- Sylver
- Hillairet
- Madame Villion
- Egoël
- Madame Fromet